# Brody (gemeente in powiat Starachowicki)
De gemeente Brody is een landgemeente in het Poolse woiwodschap Święty Krzyż, in powiat Starachowicki.
De zetel van de gemeente is in Brody.
Op 30 juni 2004 telde de gemeente 10 795 inwoners.

## Oppervlakte gegevens
In 2002 bedroeg de totale oppervlakte van gemeente Brody 161,25 km², waarvan:
- agrarisch gebied: 23%
- bossen: 69%

De gemeente beslaat 30,82% van de totale oppervlakte van de powiat.

## Demografie
Stand op 30 juni 2004:
| Omschrijving                   | Totaal | Totaal | Vrouwen | Vrouwen | Mannen | Mannen |
| ------------------------------ | ------ | ------ | ------- | ------- | ------ | ------ |
| eenheid                        | aantal | %      | aantal  | %       | aantal | %      |
| inwoners                       | 10 795 | 100    | 5527    | 51,2    | 5268   | 48,8   |
| bevolkingsdichtheid (inw./km²) | 66,9   | 66,9   | 34,3    | 34,3    | 32,7   | 32,7   |

In 2002 bedroeg het gemiddelde inkomen per inwoner 1428,53 zł.

## Aangrenzende gemeenten
Iłża, Kunów, Mirzec, Pawłów, Rzeczniów, Sienno, Starachowice, Wąchock